# Chipre en el Festival de la Canción de Eurovisión Junior
Chipre fue uno de los países fundadores que debutó en el I Festival de Eurovisión Junior en 2003.
Chipre ha participado en el festival de Eurovision Junior en siete ocasiones.
El país tuvo que retirarse en 2005 tras una acusación de plagio por la canción, pero no perdieron sus derechos de transmisión y voto, y aun así transmitieron el programa en vivo.
Se mantuvo en el festival hasta el 2009, donde participó por última vez. El 2010 decidió retirarse y se mantuvo ausente hasta la edición del 2014, celebrada en Malta. Tras participar este año, volvió a retirarse debido a razones económicas. Regresó en el año 2016, y después de dos participaciones con resultados negativos, decidieron volver a retirarse para el festival de 2018. 
Es uno de los 16 fundadores del festival junior, además ostenta el antirécord de ser el país que se ha retirado más veces, con un total de 4, contando con el retiro forzoso por plagio del 2005.
Chipre ha organizado el festival infantil un año (2008).
Su puntuación media hasta 2024 es de 44,30 puntos.

## Participación
| 2003                           | Copenhague  | Theodora Rafti                        | «Mia efhi (Μια ευχή)»                                          | 14       | 16       |          |          |          |          |          |          |
| 2004                           | Lillehammer | Marios Tofi                           | «Onira (Όνειρα)»                                               | 8        | 61       |          |          |          |          |          |          |
| 2005                           | Hasselt     | Rena Kiriakidi                        | «Tsirko (Τσίρκο)»                                              | Retirado | Retirado | Retirado | Retirado | Retirado | Retirado | Retirado | Retirado |
| 2006                           | Bucarest    | Christina Christofi & Luis Panagiotou | «Agoria, koritsia (Αγόρια, κορίτσια)»                          | 8        | 58       |          |          |          |          |          |          |
| 2007                           | Rótterdam   | Yiorgos Ioannides                     | «I mousiki dinei ftera (Η μουσική δίνει φτερά)»                | 14       | 29       |          |          |          |          |          |          |
| 2008                           | Limassol    | Charias Savva & Elena Mannouri        | «Gioupi gia! (Γιούπι για!)»                                    | 10       | 46       |          |          |          |          |          |          |
| 2009                           | Kiev        | Rafaella Kosta                        | «Thalassa, elios, aeras, fotia (Θάλασσα, ήλιος, αέρας, φωτιά)» | 11       | 32       |          |          |          |          |          |          |
| No participó entre 2010 y 2013 |             |                                       |                                                                |          |          |          |          |          |          |          |          |
| 2014                           | Marsa       | Sofia Patsalides                      | «I pio omorfi mera (Η πιο όμορφη μέρα)»                        | 9        | 69       |          |          |          |          |          |          |
| No participó en 2015           |             |                                       |                                                                |          |          |          |          |          |          |          |          |
| 2016                           | La Valeta   | George Michaelides                    | «Dance Floor»                                                  | 16       | 27       |          |          |          |          |          |          |
| 2017                           | Tiflis      | Nicole Nicolau                        | «I Wanna Be a Star»                                            | 16       | 45       |          |          |          |          |          |          |
| No participó entre 2018 y 2023 |             |                                       |                                                                |          |          |          |          |          |          |          |          |
| 2024                           | Madrid      | Maria Pissarides                      | «Crystal Waters»                                               | 13       | 60       |          |          |          |          |          |          |
| 2025                           | Tiflis      | -                                     | -                                                              |          |          |          |          |          |          |          |          |

## Festivales organizados en Chipre
| Edición                                          | Ciudad sede | Localización                     | Presentandores                  |
| ------------------------------------------------ | ----------- | -------------------------------- | ------------------------------- |
| Festival de la Canción de Eurovisión Junior 2008 | Limasol     | Spyros Kyprianou Athletic Centre | Sophia Paraskeva y Alex Michael |

## Votaciones
Chipre ha dado más puntos a...
| N.º | País         | Pts |
| --- | ------------ | --- |
| 1   | Georgia      | 59  |
| 2   | Grecia       | 57  |
| 3   | Rusia        | 54  |
| 4   | Armenia      | 50  |
| 5   | Rumania      | 47  |
| 6   | España       | 43  |
| 7   | Bielorrusia  | 38  |
| 8   | Malta        | 37  |
| 9   | Ucrania      | 36  |
| 10  | Países Bajos | 34  |

Chipre ha recibido más puntos de...
| N.º | País                | Pts |
| --- | ------------------- | --- |
| 1   | Grecia              | 60  |
| 2   | Bielorrusia         | 16  |
| 2   | Suecia              | 16  |
| 2   | Países Bajos        | 16  |
| 3   | Armenia             | 15  |
| 4   | Malta               | 13  |
| 4   | Rumania             | 13  |
| 5   | Bulgaria            | 12  |
| 5   | Rusia               | 12  |
| 5   | Serbia              | 12  |
| 6   | Macedonia del Norte | 11  |
| 6   | Reino Unido         | 11  |
| 7   | España              | 8   |
| 7   | San Marino          | 8   |
| 8   | Georgia             | 6   |
| 8   | Irlanda             | 6   |
| 8   | Ucrania             | 6   |
| 9   | Croacia             | 5   |
| 9   | Italia              | 5   |
| 10  | Montenegro          | 4   |
| 10  | Eslovenia           | 4   |

## Portavoces
| Año  | Portavoz              | 12 Puntos |
| ---- | --------------------- | --------- |
| 2017 | María Christophorou   | Armenia   |
| 2016 | Loucas Demetriou      | Georgia   |
| 2014 | París Nicolaou        | Bulgaria  |
| 2009 | Yorgos Ioannides      | Armenia   |
| 2008 | Christina Christofi   | Georgia   |
| 2007 | Natalie Michael       | Armenia   |
| 2006 | George Ioannidies     | Grecia    |
| 2005 | Anna María Koukides   | Grecia    |
| 2004 | Stella María Koukkidi | Grecia    |
| 2003 | Desconocido           | Grecia    |

- Datos: Q769790
- Multimedia: Cyprus in the Junior Eurovision Song Contest / Q769790